# ヒコロヒー×霜降り明星せいや 清純異性交遊
『ヒコロヒー×霜降り明星せいや 清純異性交遊』（ヒコロヒー×しもふりみょうじょうせいや せいじゅんいせいこうゆう）は、日本テレビで2021年12月28日の23:59 - 翌0:29に放送されたバラエティ番組である。

## 概要
同じ大学出身の先輩(ヒコロヒー)と 後輩(せいや)で素人時代から10年以上のくされ縁
今も頻繁に飲みにいき、お金の貸し借りまでしちゃうほど超仲良しだけど絶対恋愛には発展しない男女が初めて２人だけでデートをする番組。

## 出演者
- ヒコロヒー
- せいや（霜降り明星）

## ネット局
| 放送対象地域   | 放送局                    | 系列           | 放送日時                    | 遅れ       |
| -------------- | ------------------------- | -------------- | --------------------------- | ---------- |
| 関東広域圏     | 日本テレビ（NTV）         | 日本テレビ系列 | 2021年12月28日 23:59 - 0:29 | 製作局     |
| 岩手県         | テレビ岩手（TVI）         | 日本テレビ系列 | 2021年12月28日 23:59 - 0:29 | 同時ネット |
| 秋田県         | 秋田放送（ABS）           | 日本テレビ系列 | 2021年12月28日 23:59 - 0:29 | 同時ネット |
| 山梨県         | 山梨放送（YBS）           | 日本テレビ系列 | 2021年12月28日 23:59 - 0:29 | 同時ネット |
| 静岡県         | 静岡第一テレビ（SDT）     | 日本テレビ系列 | 2021年12月28日 23:59 - 0:29 | 同時ネット |
| 富山県         | 北日本放送（KNB）         | 日本テレビ系列 | 2021年12月28日 23:59 - 0:29 | 同時ネット |
| 石川県         | テレビ金沢（KTK）         | 日本テレビ系列 | 2021年12月28日 23:59 - 0:29 | 同時ネット |
| 中京広域圏     | 中京テレビ（CTV）         | 日本テレビ系列 | 2021年12月28日 23:59 - 0:29 | 同時ネット |
| 鳥取県・島根県 | 日本海テレビ（NKT）       | 日本テレビ系列 | 2021年12月28日 23:59 - 0:29 | 同時ネット |
| 広島県         | 広島テレビ（HTV）         | 日本テレビ系列 | 2021年12月28日 23:59 - 0:29 | 同時ネット |
| 山口県         | 山口放送（KRY）           | 日本テレビ系列 | 2021年12月28日 23:59 - 0:29 | 同時ネット |
| 香川県・岡山県 | 西日本放送（RNC）         | 日本テレビ系列 | 2021年12月28日 23:59 - 0:29 | 同時ネット |
| 福岡県         | 福岡放送（FBS）           | 日本テレビ系列 | 2021年12月28日 23:59 - 0:29 | 同時ネット |
| 熊本県         | くまもと県民テレビ（KKT） | 日本テレビ系列 | 2021年12月28日 23:59 - 0:29 | 同時ネット |
| 近畿広域圏     | 読売テレビ（YTV）         | 日本テレビ系列 | 2022年6月26日 0:58 - 1:28   | 遅れネット |

## スタッフ
- 企画・演出:井上将司
- 技術協力:コスモ・スペース、DEEP
- 美術協力:日テレアート
- アニメーション制作:岡田詩歌
- 構成:堤映月
- 編集・MA:オムニバス・ジャパン
- 音効:竹中幸治
- ナレーション:下地紫野
- デスク:木村りえ
- 演出:田村優典
- ディレクター:海上芽来、仁科健人、松園ななみ
- TK:田中彩
- プロデューサー:竹下美佐、石田真之介
- 統轄プロデューサー:渡邊政次
- チーフプロデューサー:倉田忠明
- 制作協力:日企
- 製作著作:日本テレビ